# Trethewry Point
Trethewry Point är en udde i Antarktis. Den ligger i Östantarktis. Australien gör anspråk på området.
Terrängen inåt land är platt åt sydväst, men åt sydost är den kuperad. Havet är nära Trethewry Point norrut. Trakten är obefolkad. Det finns inga samhällen i närheten. 